# Brachygonia ophelia
Brachygonia ophelia is een libellensoort uit de familie van de korenbouten (Libellulidae), onderorde echte libellen (Anisoptera).
De soort staat op de Rode Lijst van de IUCN als onzeker, beoordelingsjaar 2007.
De wetenschappelijke naam Brachygonia ophelia is voor het eerst geldig gepubliceerd in 1910 door Ris.